# Perkins Engines

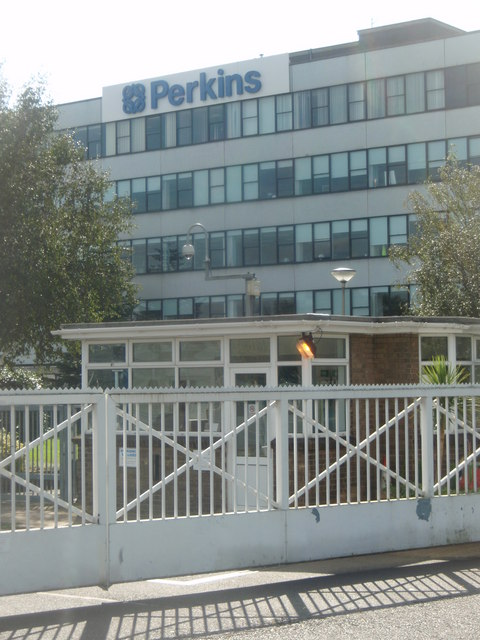
Imagem ilustrativa

Perkins Engines Company Limited é um fabricante britânico de motores diesel e a gás para vários mercados, incluindo agrícola, automotivo, construção, manuseio de materiais, geração de energia e industrial. 
Foi fundada em Peterborough (atual sede) em 1932 por Frank Perkins. Desde 2002 é uma subsidiária da Caterpillar Inc..
Ao longo dos anos, a Perkins Engines tem expandido a sua gama de motores, com variadas especificações.
Seus motores são utilizados em ampla variedade de máquinas, incluindo tratores, geradores, ferramentas e maquinário industriais. Enquanto a Perkins têm clientes em muitos setores, seu principal consumidor é a Caterpillar Inc, que também é sua empresa-mãe e conta com várias divisões. Os dois principais usos são as escavadeiras e geradores diesel, por meio de sua subsidiária FG Wilson.  
A Perkins Marine produz pequenos motores náuticos. 